# کلاودیا جرینی
کلاودیا جرینی (ایتالیایی: Claudia Gerini؛ زادهٔ ۱۸ دسامبر ۱۹۷۱) بازیگر اهل ایتالیا است. 
از فیلم‌هایی که وی در آن نقش داشته است، می‌توان به ماه عسل، منشی‌های طبقه ششم، مصائب مسیح، واقعیت، زن ناشناخته، همه مردان بی‌کفایت، هیچ‌کجا مثل خانه نیست، زمین ما، حرکت نکن، چیزهایی برای ثروتمندان، هزارتو، کلید خاموش و فریب اشاره کرد.